# August Batsch

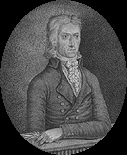
Batsch um 1802

August Johann Georg Karl Batsch (* 28. Oktober 1761 in Jena; † 29. September 1802 ebenda) war ein deutscher Botaniker, Mediziner und Schriftsteller. Sein offizielles botanisches Autorenkürzel lautet „Batsch“.

## Leben und Wirken
Bei Batsch, der in der Stadtschule unterrichtet wurde, später dann Privatunterricht hatte, zeigte sich schon früh die Neigung zu den Naturwissenschaften, besonders zur Botanik. 1772 begann er das Studium der Medizin und Naturgeschichte an der Universität Jena, wo er 1781 zum Dr. phil. promoviert wurde. Von 1782 bis 1783 wirkte er als Privatdozent für Botanik und Zoologie an der Universität Jena und war 1784 bis 1786 Verwalter der Gräflich Reuß-Plauischen Naturaliensammlung in Köstritz.
1786 promovierte er bei Justus Christian Loder zum Dr. med. 1788 wurde er außerordentlicher Professor (besonders für Botanik und Chemie) und 1792 Ordinarius für Naturgeschichte an der Medizinischen Fakultät. Er gründete 1793 die Naturforschende Gesellschaft zu Jena. 1794 begründete er den Botanischen Garten in Jena, dessen Leitung als Direktor er übernahm. Außerdem beriet Batsch Johann Wolfgang von Goethe in botanischen Fragen.
In seinem Werk Elenchus fungorum…, das drei Bände umfasst, sind ca. 200 Pilzarten beschrieben und auf kolorierten Tafeln dargestellt. Da oft recht genaue Fundortangaben gemacht werden, hat die Arbeit nicht nur Bedeutung für die Pilzsystematik, sondern auch für die Floristik der Pilze.

## Taxonomische Ehrung
Eine neu entdeckte Pflanzengattung aus der Familie der Hülsenfrüchtler (Fabaceae) wurde ihm zu Ehren Batschia genannt. Wilhelm Zopf benannte den Braunen Eichelbecherling  (Ciboria batschiana) nach Batsch.

## Schriften
- Elenchus Fungorum. Gebauer, Halae Magdeburgicae 1783, DNB 1123508054, urn:nbn:de:hebis:30:3-93188.

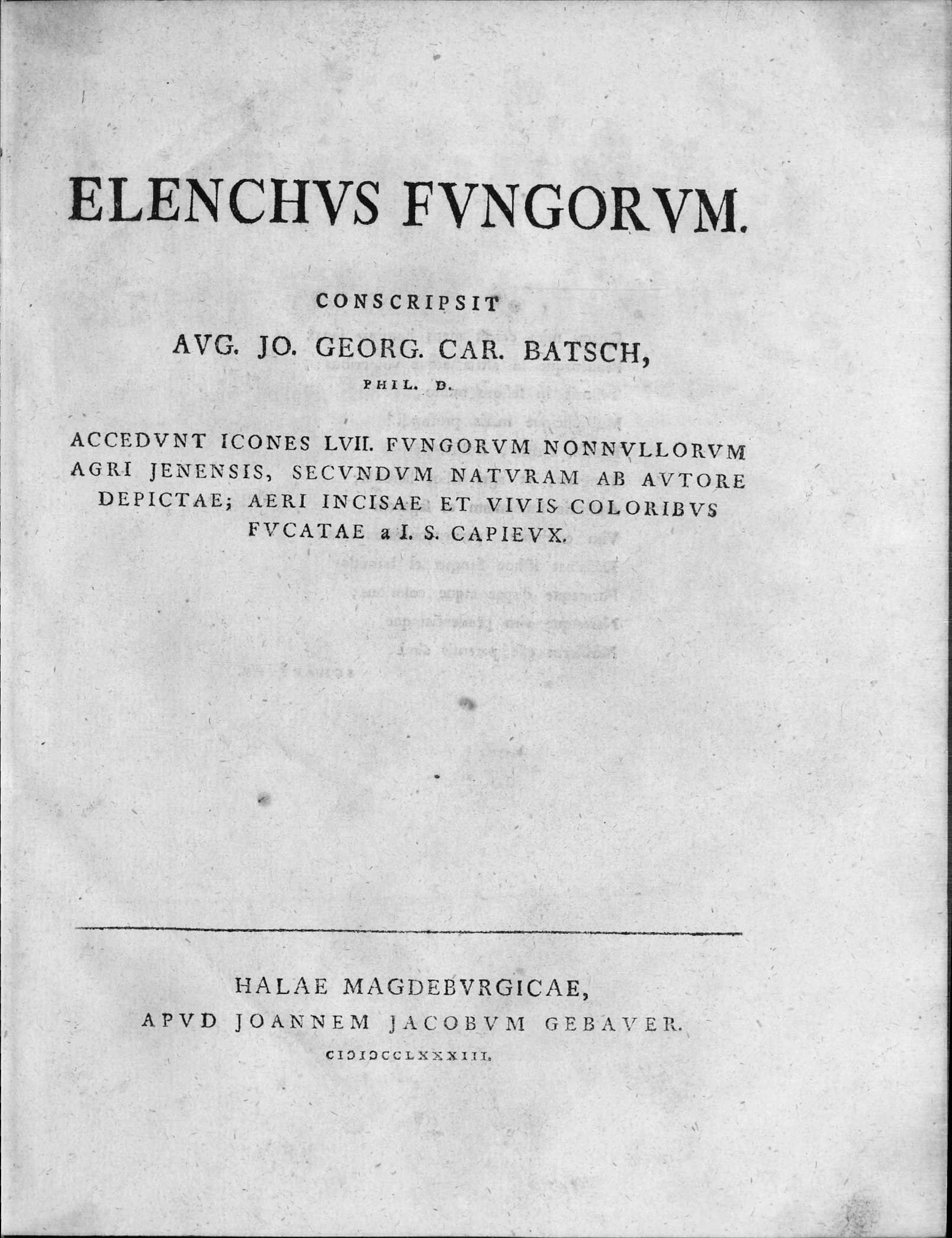
Elenchus fungorum, 1783

- Naturgeschichte der Bandwurmgattung überhaupt und ihrer Arten insbesondere, nach den neuern Beobachtungen in einem systematischen Auszuge verfasst. J. J. Gebauer, Halle 1786, 298 S., Digitalisat Online beim Göttinger Digitalisierungszentrum.
- Dissertatio inauguralis botanica sistens dispositionem generum plantarum Jenensium secundum Linnaeum et familias naturales… Jenae 1786, OCLC 12212757 (Dissertation).
- Versuch einer Anleitung zur Kenntniß und Geschichte der Pflanzen: für academische Vorlesungen entworfen und mit den nöthigsten Abbildungen versehen. 1, Allgemeine Einleitung. Kenntniß des Pflanzenkörpers, seiner Theile und seines Lebens. Wissenschaftliche Behandlung… Gebauer, Halle 1787, urn:nbn:de:bvb:12-bsb10300964-0.
- Versuch einer Anleitung zur Kenntniß und Geschichte der Pflanzen: für academische Vorlesungen entworfen und mit den nöthigsten Abbildungen versehen. 2, Merkwürdige Arten der Gewächse nach ihren Aehnlichkeiten geordnet. Anbau und Benutzung. Gebauer, Halle 1788, doi:10.5962/bhl.title.46561.
- Versuch einer Anleitung, zur Kenntniß und Geschichte der Thiere und Mineralien. 1, Allgemeine Geschichte der Natur; besondre der Säugthiere, Vögel, Amphibien und Fische. Akademische Buchhandlung, Jena 1788, doi:10.5962/bhl.title.79854.
- Versuch einer Anleitung, zur Kenntniß und Geschichte der Thiere und Mineralien. 2, Besondre Geschichte der Insekten, Gewürme und Mineralien. Akademische Buchhandlung, Jena 1789, urn:nbn:de:bvb:12-bsb10074787-9.
- Botanische Bemerkungen. Gebauer, Halle 1791, urn:nbn:de:bvb:12-bsb10300958-6.
- Tabula affinitatum regni vegetabilis. Vinaria 1802, doi:10.5962/bhl.title.7569.